# 瓦勒多尔热
瓦勒多尔热（法語：Val d'Orger，法語發音：[val dɔʁʒe]）是法国厄尔省的一个市镇，属于莱桑德利区。该市镇于2017年由原市镇格兰维尔和加亚尔布瓦-克雷桑维尔合并而成，行政中心位于格兰维尔。

## 地理
瓦勒多尔热（49°20'52"N, 1°22'4"E）面积10.97 平方千米，位于法国诺曼底大区厄尔省，该省份为法国北部内陆省份，北起滨海塞纳省，西接奧恩省和卡爾瓦多斯省，南至厄尔-卢瓦省，东临瓦兹省、瓦兹河谷省和伊夫林省。
与瓦勒多尔热接壤的市镇（或旧市镇、城区）包括：昂代勒河畔弗勒里、沙勒瓦勒、梅内斯克维尔、图夫勒维尔、埃库伊、巴克维尔、拉德蓬。
瓦勒多尔热的时区为UTC+01:00、UTC+02:00（夏令时）。

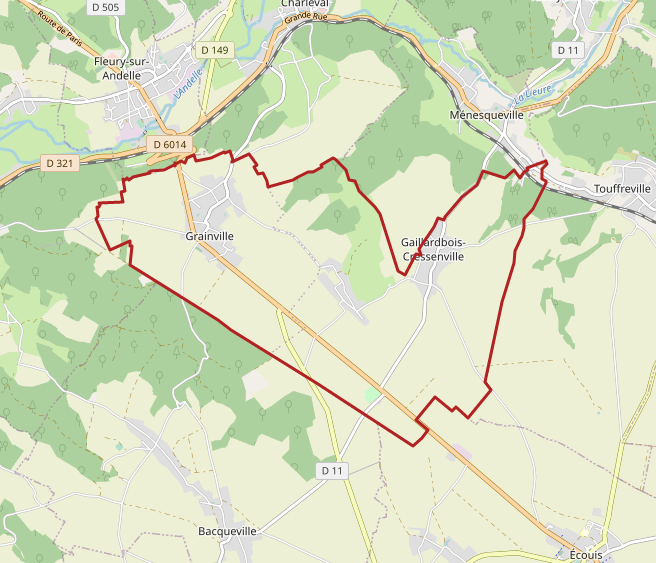
瓦勒多尔热的OSM定位图

## 行政
瓦勒多尔热的邮政编码为27380，INSEE市镇编码为27294。

## 政治
瓦勒多尔热所属的省级选区为昂代勒河畔罗米伊县。

## 人口
瓦勒多尔热于2022年1月1日时的人口数量为990人。